# SELENOP
SELENOP (англ. Selenoprotein P) – білок, який кодується однойменним геном, розташованим у людей на короткому плечі 5-ї хромосоми. Довжина поліпептидного ланцюга білка становить 381 амінокислот, а молекулярна маса — 43 174.
| 10         |  | 20         |  | 30                  |  | 40         |  | 50         |
| ---------- |  | ---------- |  | ------------------- |  | ---------- |  | ---------- |
| MWRSLGLALA |  | LCLLPSGGTE |  | SQDQSSLCKQ          |  | PPAWSIRDQD |  | PMLNSNGSVT |
| VVALLQASY  |  | LCILQASKLE |  | DLRVKLKKEG          |  | YSNISYIVVN |  | HQGISSRLKY |
| THLKNKVSEH |  | IPVYQQEENQ |  | TDVWTLLNGS          |  | KDDFLIYDRC |  | GRLVYHLGLP |
| FSFLTFPYVE |  | EAIKIAYCEK |  | KCGNCSLTTL          |  | KDEDFCKRVS |  | LATVDKTVET |
| PSPHYHHEHH |  | HNHGHQHLGS |  | SELSENQQPG          |  | APNAPTHPAP |  | PGLHHHHKHK |
| GQHRQGHPEN |  | RDMPASEDLQ |  | DLQKKLCRKR          |  | CINQLLCKLP |  | TDSELAPRSU |
| CCHCRHLIFE |  | KTGSAITQC  |  | KENLPSLCSQGLRAEENIT |  | ESCQRLPPA  |  |            |
| AQISQQLIP  |  | TEASASRK   |  | NQAKKEPS            |  | N          |  |            |

A: Аланін

C: Цистеїн

D: Аспарагінова кислота

E: UГлутамінова кислота

E: Глутамінова кислота

F: Фенілаланін

G: Гліцин

H: Гістидин

I: Ізолейцин

K: Лізин

K: UЛізин

L: Лейцин

M: Метіонін

N: Аспарагін

P: Пролін

P: UПролін

Q: Глутамін

Q: UГлутамін

R: UАргінін

R: Аргінін

S: Серин

T: Треонін

V: Валін

W: Триптофан

Y: UТирозин

Кодований геном білок за функцією належить до фосфопротеїнів. 
Задіяний у такому біологічному процесі, як поліморфізм. 
Секретований назовні.